# Сангано
Сангано, Санґано (італ. Sangano, п'єм. Sangan) — муніципалітет в Італії, у регіоні П'ємонт,  метрополійне місто Турин.
Сангано розташоване на відстані близько 540 км на північний захід від Рима, 20 км на захід від Турина.
Населення — 3780 осіб (2014).
Щорічний фестиваль відбувається 15 серпня. Покровитель — Assunzione di Maria.

## Демографія
Населення за роками:

Станом на 1 січня 2023 року в муніципалітеті офіційно проживало 113 іноземців з 24 країн, серед них 69 громадян країн Євросоюзу та 4 громадяни України.

## Сусідні муніципалітети
- Бруїно
- Пьоссаско
- Реано
- Ривальта-ді-Торино
- Трана
- Вілларбассе